# Clément Cavallo
Clément Cavallo (Mentone, 9 novembre 1990) è un cestista francese.